# آمفوتر
آمفوتر یا دوخصلتی ماده‌ای است که می‌تواند در واکنش با باز به عنوان اسید و با اسید به عنوان باز شرکت کند.
همچنین می‌تواند در مقابل تغییرات جزئی اسید و باز مقاومت کند. آمفوتر مولکول یا یون است.
به‌طور مثال: آب در مقابل هیدروکلریک اسید به عنوان باز رفتار می‌کند و می‌تواند پروتون آن را بپذیرد، و در مقابل یک باز (مانند آمونیاک) می‌تواند نقش اسیدی را بازی کند و پروتون خود را به آمونیاک بدهد و می‌تواند یک آمفوتر باشد.

## نمونه‌ها
برای نمونه آمینواسید‌ها، پروتئین‌ها و خون آمفوتر هستند. همچنین اکسید شماری از فلزها (مانند روی، آلومینیوم، سرب، قلع و بریلیم) و بیشتر شبه‌فلزها ویژگی آمفوتری دارند. مثال Al2O3
برای نمونه اکسید روی، بسته به پی‌اچ محلول، خاصیت متفاوتی از خود نشان می‌دهد.
در اسیدها: ZnO + 2H+ → Zn۲+ + H۲O
در بازها: ZnO + H۲O + 2OH- → [Zn(OH)۴]۲-
از این ویژگی می‌توان برای جدا کردن کاتیونهای گوناگون مانند جداکردن روی از منگنز بهره برد